# إليسا فريحة
إليسا فريحة  هي سيدة أعمال إماراتية لبنانية وناشطة اقتصادية نسائية، وهي المؤسس المشارك لـ Womena وهي مجموعة تهدف إلى تمكين النساء من خلال جذب المستثمرين الملاك للاستثمار في الشركات الناشئة الجديدة. كما أن مجموعتها تتخصص في تمويل شركات التكنولوجيا الناشئة الجديدة في منطقة الشرق الأوسط.

## حياتها
فريحة هي حفيدة سعيد فريحة رجل الأعمال الذي أسس دار الصياد الإعلامية. نشأت فريحة إلى حد كبير في باريس، حيث كان والدها بسام فريحة يعمل لدى اليونسكو.
تخرجت بدرجة البكالوريوس في الاتصالات العالمية من الجامعة الأمريكية في باريس، وعملت بعد ذلك في مخبز في باريس ثم في شركة العلاقات العامة فلاش للترفيه في أبوظبي بعد التخرج. التقت فريحة بشريكتها السابقة في تأسيس Womena شانتال دومونسو  أثناء دراستها في الجامعة الأمريكية في باريس عام 2008، وبعد ذلك أسست الاثنان أعمالًا معًا. اعتبارًا من عام 2017، استثمر حوالي 40 مستثمرًا مرتبطين بـ Womena أكثر من 2 مليون درهم إماراتي في سبع شركات ناشئة في الإمارات العربية المتحدة، بما في ذلك مستثمرين في زيوريخ ونيويورك.
في عام 2015، تم إدراجها ضمن قائمة بي بي سي لـ 100 امرأة. بالإضافة إلى ذلك، صنفتها مجلة فوربس كواحدة من "قادة الأعمال الملهمين في دولة الإمارات العربية المتحدة". في عام 2019، حصلت إليسا على جائزة رائد الأعمال الافتتاحية.

## روابط خارجية
- موقع رسمي
- موقع Womena